# Бракните, Лина
Ли́на Бракни́те (лит. Lina Braknytė, по мужу — Пакниене (Paknienė); род. 19 ноября 1952, Вильнюс), — актриса

 советского кино. В детском возрасте сыграла главные роли в трёх фильмах, имевших очень большую популярность в СССР в 1960-х годах — «Девочка и эхо» (1964), «Три толстяка» (1966) и «Дубравка» (1967). Окончила Вильнюсский университет, работала историком.

## Биография
Лина Бракните родилась 19 ноября 1952 года в Вильнюсе. Первая её работа в кино — главная роль в фильме «Девочка и эхо» 1964 года. Фильм был отмечен рядом наград и премий, и юную исполнительницу главной роли сразу заметили. Через два года Алексей Баталов выбрал её из множества претенденток на роль Суок в фильме «Три толстяка».
Ещё через год Лина сыграла главную роль в фильме «Дубравка», за исполнение которой была удостоена приза за лучшую женскую роль на Республиканском кинофестивале 1967 года в Вильнюсе. После окончания школы Лина осталась в Вильнюсе и окончила исторический факультет университета. Больше двадцати лет она проработала в отделе раритетов библиотеки Института истории АН Литвы.
В интервью газете «Комсомольская правда» от 12 ноября 1998 года она рассказала, что «чересчур самокритично к себе относилась, чтобы поехать поступать во ВГИК на актёрский. И 20 лет проработала в библиотеке Института истории Академии наук Литвы. Моя жизнь чётко делилась на две части: работа и личная жизнь. Если бы я не снималась до этого в кино, мне, наверное, не с чем было бы сравнивать моё монотонное существование в библиотеке…»
Муж — фотограф и издатель Раймондас Пакнис. Дочь — Виктория 1976 года рождения. Есть внук.

## Фильмография
- 1964 — Девочка и эхо — Вика
- 1966 — Три толстяка — Суок
- 1967 — Дубравка — Дубравка
- 1971 — Море нашей надежды — Таня
- 1972 — Последний форт — Кристин (большая часть роли была вырезана)
- 1978 — Хочу быть артистом (документальный) — студентка исторического факультета (камео)